# Andy Nicol
Pour les articles homonymes, voir Nicol.
Pas d'image ? Cliquez ici

a Compétitions nationales et continentales officielles uniquement.

b Matchs officiels uniquement.
Andrew Douglas Nicol, né le 12 mars 1971 à Dundee (Écosse), est un ancien joueur de rugby à XV qui a joué avec l'équipe d'Écosse, évoluant au poste de demi de mêlée. Il a joué avec Bath avec qui il remporte la Coupe d'Europe en 1998 comme capitaine.
Andy Nicol est un commentateur pour BBC Sport.

## Carrière
Il a disputé son premier test match le 18 janvier 1992, contre l'équipe d'Angleterre, et son dernier test match est contre l'équipe de Nouvelle-Zélande, le 24 novembre 2001.
Il a disputé une tournée avec les Lions britanniques en 2001.
Il a évolué en club à Dundee HSFP avant de partir pour Bath avec qui il remporte la Coupe d'Europe en 1998. il joue ensuite avec les Glasgow Warriors.

## Palmarès

### Coupe d'Europe
| Date de la finale | Vainqueur             | Finaliste       | Score | Lieu de la finale      | Spectateurs |
| 31 janvier 1998   | Bath Rugby Angleterre | CA Brive France | 19-18 | Parc Lescure, Bordeaux | 36 500      |

### En équipe nationale
- 23 sélections
- 9 points
- 2 essais
- Sélections par année : 6 en 1992, 1 en 1993, 1 en 1994, 2 en 1997, 6 en 2000, 7 en 2001
- Tournois des Cinq Nations disputés : 1992, 1994
- Tournois des Six Nations disputés : 2000, 2000, 2001